# Adolf Frederic al Suediei
Adolf Frederick sau Adolph Frederick (suedeză Adolf Fredrik, germană Adolph Friedrich), (n. 14 mai 1710, Schleswig, Schleswig-Holstein, Germania – d. 12 februarie 1771, The Royal Court Parish⁠(d), Comitatul Stockholm, Suedia) a fost rege al Suediei din 1751 până la moartea sa. A fost fiul lui Christian August de Holstein-Gottorp, Prinț de Eutin și al Albertinei Frederica de Baden-Durlach.

## Familie
Tatăl lui a fost Christian Augustus (1673—1726) duce și prinț de Schleswig-Holstein-Gottorp, prinț-episcop de Lubeck și administrator al ducatelor Holstein-Gottorp în timpul Marelui Război al Nordului în numele rudei sale, Karl Frederic.
Mama lui a fost Albertina Frederica de Baden-Durlach. Pe linie maternă, Adolf Frederic era descendent al regelui  Gustav I al Suediei. Din partea ambilor părinți, el era descendent Holstein-Gottorp. De asemenea, Adolf Frederic era a 13-a generație de descendenți ai regelui Erik al V-lea al Danemarcei; a 13-a generație de descendenți ai reginei Sofiei a Danemarcei și ai regelui Valdemar I al Suediei; a 11-a generație ai Euphemia a Suediei, Ducesă de Mecklenburg. 

## Domnie
Din 1727 până în 1750 prințul Adolf Frederic a fost prinț-episcop de Lübeck și administrator de Holstein-Kiel în timpul minoratului nepotului său, Ducele Karl Peter Ulrich, care a devenit Petru al III-lea al Rusiei. În 1743 a fost ales moștenitor la tronul Suediei de către facțiunea Hat pentru a putea obține condiții mai bune la Pacea de la Turku cu împărăteasa Elisabeta a Rusiei, care își adoptase nepotul ca moștenitor al ei. Adolf Frederic a devenit rege la 25 martie 1751.
În timpul celor douăzeci de ani de domnie, Adolf Frederick a fost puțin mai mult decât un lider, puterea reală fiind în mâinile Parlamentului Suediei.
Regele a murit la 12 februarie 1771 după ce a consumat o masă constând din homar, caviar, varză acră, kippers și șampanie, urmată de 14 porții din desertul lui favorit: semla servită într-un castron cu lapte fierbinte. Astfel, el este amintit de elevii suedezi ca „regele care a mâncat până a murit”.
A fost considerat, atât în timpul său cât și după, dependent de alții, un conducător slab și lipsit de orice talente. Dar el a fost, de asemenea, un soț bun, un tată grijuliu și un stăpân blând cu slujitorii lui. Distracția lui favorită era de a priza tutun. 

### Copii
La 18 august/29 august 1744, la Drottningholm, s-a căsătorit cu Prințesa Louisa Ulrika a Prusiei, Ei au avut următorii copii:
1. făt mort (Stockholm, 18 februarie 1745 – Stockholm, 18 februarie 1745)
2. Gustav III (1746–1792)
3. Carol XIII (1748–1818)
4. Frederick Adolf (1750–1803)
5. Sofia Albertina a Suediei (1753–1829)